# Simbol
Simbol (a veces erróneamente denominada Estación Simbol y El Simbol) es una localidad argentina ubicada en el departamento Silípica de la provincia de Santiago del Estero. Se encuentra sobre la Ruta Nacional 9, a 5 kilómetros de Árraga (de la cual depende administrativamente), a 36 km al sur de la capital santiagueña y 24 km al norte de Loreto. 
El pueblo se desarrolló en torno a la estación Simbol del Ferrocarril General Belgrano. Cuenta con una escuela (jardín de 3, 4 y 5 años, primario, secundario creado recientemente en 2015/16), sala de primeros auxilios,una planta potabilizadora para el abastecimiento de agua potable, balanza para camiones.
la principal actividad económica se basa en la agricultura.

## Población
Cuenta con 613 habitantes (Indec, 2010), lo que representa un incremento del 33,6% frente a los 459 habitantes (Indec, 2001) del censo anterior. para el 2018 se calcula un total de 2500 habitantes aprox. ya que simbol comprende otros poblados como jarillal. 
| Gráfica de evolución demográfica de Simbol entre 1991 y 2010 |
|                                                              |
| Fuente: Censos nacionales del INDEC                          |